# Olympische Sommerspiele 1968/Teilnehmer (Venezuela)
| Gelbes Symbol für Goldmedaillen mit stilisierten Olympischen Ringen | Graues Symbol für Silbermedaillen mit stilisierten Olympischen Ringen | Braundes Symbol für Bronzemedaillen mit stilisierten Olympischen Ringen |
| ------------------------------------------------------------------- | --------------------------------------------------------------------- | ----------------------------------------------------------------------- |
| 1                                                                   | —                                                                     | —                                                                       |

Venezuela nahm an den Olympischen Sommerspielen 1968 in Mexiko-Stadt mit einer Delegation von 23 männlichen Athleten an 17 Wettkämpfen in fünf Sportarten teil. Der Boxer Francisco Rodríguez wurde im Halbfliegengewicht Olympiasieger, was gleichzeitig der einzige Medaillengewinn eines venezolanischen Sportlers bei den Spielen war.

## Teilnehmer nach Sportarten

### Boxen
- Francisco Rodríguez
Halbfliegengewicht: im Viertelfinale ausgeschieden

- Félix Márquez
Fliegengewicht: in der 1. Runde ausgeschieden

- Armando Mendoza
Leichtgewicht: im Achtelfinale ausgeschieden

- Nelson Ruiz
Halbweltergewicht: im Achtelfinale ausgeschieden

### Fechten
- Silvio Fernández
Florett: in der 1. Runde ausgeschieden
Degen: im Viertelfinale ausgeschieden
Florett Mannschaft: in der 1. Runde ausgeschieden

- Félix Piñero
Florett: in der 1. Runde ausgeschieden
Degen: in der 1. Runde ausgeschieden
Florett Mannschaft: in der 1. Runde ausgeschieden

- Freddy Salazar
Florett: in der 1. Runde ausgeschieden
Florett Mannschaft: in der 1. Runde ausgeschieden

- Luis García
Florett Mannschaft: in der 1. Runde ausgeschieden

### Leichtathletik
Männer
- Horacio Esteves
100 m: im Vorlauf ausgeschieden

- Manuel Planchart
100 m: im Vorlauf ausgeschieden

- José Jacinto Hidalgo
400 m: im Vorlauf ausgeschieden
4-mal-400-Meter-Staffel: im Vorlauf ausgeschieden

- Víctor Maldonado Flores
400 m Hürden: im Vorlauf ausgeschieden
4-mal-400-Meter-Staffel: im Vorlauf ausgeschieden

- Víctor Patíñez
4-mal-400-Meter-Staffel: im Vorlauf ausgeschieden

- Raúl Dome
4-mal-400-Meter-Staffel: im Vorlauf ausgeschieden

### Schießen
- Edgar Espinoza
Freie Pistole 50 m: 37. Platz

- Juan Llabot
Kleinkalibergewehr Dreistellungskampf 50 m: 52. Platz

- Enrico Forcella
Kleinkalibergewehr liegend 50 m: 44. Platz

- Boris Loginow
Kleinkalibergewehr liegend 50 m: 55. Platz

- Ivo Orlandi
Trap: 32. Platz

### Segeln
- Karsten Boysen
Finn-Dinghy: 30. Platz

- Daniel Trujillo
Drachen: 22. Platz

- Frohmund Burger
Drachen: 22. Platz

- Hervé Roche
Drachen: 22. Platz